# ゾルタン・メクロビッツ
ゾルタン・メクロビッツ(Zoltán Mechlovits 1891年?月?日 – 1951年3月25日)は、ハンガリーの卓球選手。

## 人物
1928年の第2回世界卓球選手権ストックホルム大会の男子シングルス優勝者。
1920年代にハンガリー代表として多数のメダルを獲得した。
1993年に世界卓球殿堂入りした。